# LXXXI. Armeekorps
LXXXI. Armeekorps var en tysk armékår under andra världskriget. Kåren organiserades den 28 maj 1942.

## Befälhavare
Kårens befälhavare:
- General der Panzertruppen Adolf Kuntzen 28 maj 1942-4 september 1944
- General der Infanterie Friedrich-August Schack  4 september 1944–20 september 1944
- General der Infanterie Friedrich Köchling  21 september 1944–10 mars 1945
- Generalleutnant Ernst-Günther Baade  10 mars 1945–13 april 1945

Stabschef:
- Generalmajor Otto Zeltmann 28 maj 1942-1 februari 1944
- Oberst Rolf Wiese  1 februari 1944–1 april 1945